# Brachiaphodius weibao
Brachiaphodius weibao är en skalbaggsart som beskrevs av Kral 2000. Brachiaphodius weibao ingår i släktet Brachiaphodius och familjen Aphodiidae. Inga underarter finns listade.